# The Moving Sidewalks
The Moving Sidewalks fue una banda de blues-rock  psicodélico de los 60 famosa principalmente porque de ahí salió el famoso guitarrista de los ZZ Top, Billy Gibbons. Los componentes del grupo eran además de Gibbons, Don Summers al bajo, Dan Mitchell a la batería y Tom Moore a los teclados.
Gibbons fundó el grupo a mediatos de los 60 que rápidamente ganó adeptos de la escena adolescente de Texas. Publicaron un disco llamado Flash con el sencillo 99th Floor que estuvo en el número 1 durante 6 semanas. Fueron teloneros de Jimi Hendrix y The Doors. 
Tras el alistamiento en el ejército estadounidense de Moore y Summers, Billy Gibbons y Dan Mitchell se unieron a Lanier Greig para formar los primeros ZZ Top.